# Denys Anatoliiovych Monastyrsky
Denys Anatoliiovych Monastyrsky (tiếng Ukraina: Денис Анатолійович Монастирський; 12 tháng 6 năm 1980 – 18 tháng 1 năm 2023) là một luật sư và chính trị gia người Ukraina. Ông từng là Bộ trưởng Bộ Nội vụ Ukrana từ ngày 16 tháng 7 năm 2021, cho đến khi qua đời trong một vụ tai nạn máy bay trực thăng vào tháng 1 năm 2023. Ông được cho là đã rất thân với Tổng thống Volodymyr Zelenskyy từ trong những ngày đầu tranh cử của ông ấy.

## Tiểu sử
Denys Anatoliiovych Monastyrsky sinh ra ở Khmelnytskyi, lúc bấy giờ thuộc Cộng hòa Xã hội chủ nghĩa Xô viết Ukraina thuộc Liên Xô, vào ngày 12 tháng 6 năm 1980. Ông đã tốt nghiệp khoa Luật của Đại học Quản lý và Luật Khmelnytskyi. Ông cũng từng là cựu sinh viên Viện Nhà nước và Pháp luật Koretsky thuộc Viện Hàn lâm Khoa học Quốc gia Ukraina với bằng tiến sĩ Luật.
Năm 2007, Monastyrsky bắt đầu sự nghiệp luật sư. Ông cũng từng là người đứng đầu các bộ phận lập pháp và chuyên môn khoa học bộ phận nghiên cứu tại Đại học Quản lý và Luật Khmelnytskyi. Tại đây, ông đã làm việc với tư cách phó giáo sư.